# 史朝宜
史朝宜（1514年10月22日—1581年），字直之，號方齋，福建晋江平易里（今泉州市鯉城區西街）人，祖籍浙江鄞縣（今寧波），明朝政治人物，同进士出身。

## 生平
湖廣永州府知府史朝富兄。嘉靖十六年（1537年）与弟史朝富同舉福建鄉試，列第二十四名。嘉靖三十二年（1533年）登進士第三甲第五十三名。都察院观政，授直隸山阳縣知县，升南京户部主事，丁母忧，起复补户部主事，转员外郎，出爲廣東琼州府知府。隆慶二年（1568年）十月，升广东按察司海南道副使，隆慶五年（1571年）十月，升浙江左参政。万历初年（1573年）升广东按察使，萬曆四年（1576年）九月，晋湖广右布政使。次年十二月，以病乞休。

## 家庭
曾祖史隲、祖父史時泰、父史宏珂。母吳氏。